# Psychika
Psychika (gr. ψυχή, psyche – dusza) – «całokształt cech i procesów wewnętrznych człowieka, związanych z emocjami, intelektem, predyspozycjami i doświadczeniem życiowym» (źródło: Słownik języka polskiego pod red. W. Doroszewskiego). Zespół indywidualnych cech psychofizycznych tworzy osobowość.

## Modele
Nie istnieje jeden, powszechnie przyjęty model psychiki.
- Według tradycyjnej psychologii akademickiej, psychika obejmuje procesy poznawcze, emocje, procesy motywacyjne i osobowość, przeciwstawianym procesom cielesnym (fizjologicznych).

- Zupełnie inny podział psychiki można odnaleźć w psychoanalizie: gdzie obowiązuje podział na biologiczne id, społeczne superego oraz ego.

- Psychologia analityczna dzieli psychikę na dwa systemy: świadomość i nieświadomość[1].
- Teologia katolicka uznaje, że psychikę tworzy współdziałanie ciała człowieka z jego duszą[2].